# Internationale Vereinigung der Ernährungswissenschaften
Die Internationale Vereinigung der Ernährungswissenschaften (IUNS) ist eine internationale Nichtregierungsorganisation, 1948 gegründet, die sich der Erforschung zu den globalen Fragen der Ernährung zum Ziel setzt.

## Historie
In London fand 1946 auf Initiative der British Nutrition Society ein erster internationaler Ernährungskongress statt, bei dem 22 Ernährungswissenschaftler aus 13 Nationen ihre Erkenntnisse, zumeist Erfahrungen unter Kriegsbedingungen, vortrugen. Hier wurde erstmals die Bildung einer internationalen Vereinigung beschlossen, unter deren Dach sich die entsprechenden nationalen Organisationen vereinigen könnten. So wurde 1948, wiederum in London, zu einer internationalen Tagung eingeladen, auf der mit Teilnehmern aus 14 Nationen die IUNS gegründet wurde und einen rechtlichen Status erhielt. Das dritte Meeting fand 1949 in Kopenhagen statt, ein viertes 1951 in New York. Der fünfte internationale Kongress in Basel sollte einen neuen Exzellenz-Standard setzen. Unterdessen, Stand 2020, ist die Mitgliederzahl auf 82 nationale Organisationen angewachsen.

## Auftrag und Ziele
Die IUNS hat es sich zur Aufgabe gemacht, Ernährungswissenschaft, Forschung und Entwicklung durch internationale Zusammenarbeit auf globaler Ebene zu unterstützen und zu stärken. Damit dient sie als Schnittpunkt, der die Kommunikation und Zusammenarbeit zwischen Ernährungswissenschaftlern der nationalen Organisationen und die Verbreitung von Informationen in der Lebensmittelforschung mit den modernen Mitteln der Kommunikationstechnologie ermöglichen soll.
Daneben befasst sich die IUNS selbst mit aktuellen globalen Ernährungsfragen wie z, B. die globale Zunahme der Adipositas in den Industriestaaten, der Einfluss der Ernährung auf die Entwicklung von Kindern, Lebensmittel- und Ernährungsprobleme in Entwicklungsländern und bietet Schulungen zur Lebensmittelsicherheit für Nahrungswissenschaftler an.
Zudem kämpft die IUNS für eine Welt ohne Unterernährung. Es ist ein grundlegendes Menschenrecht. Das Fortbestehen von Unterernährung, insbesondere bei Kindern und Müttern in einer Welt des Überfluss in den Industriestaaten ist unmoralisch. Die Verbesserung der Ernährung überall auf der Welt ist keine Wohltätigkeitsveranstaltung, sondern ein gesellschaftliches und individuelles Recht.

## IUNS-Generalversammlungen
| Jahr | Stadt            | Land                   | Delegierte | Nationen |
| ---- | ---------------- | ---------------------- | ---------- | -------- |
| 1948 | London           | Vereinigtes Königreich | 22         | 13       |
| 1952 | Basel            | Schweiz                | 150        | 18       |
| 1954 | Amsterdam        | Niederlande            | 360        | 32       |
| 1957 | Paris            | Frankreich             | 1000       | 22       |
| 1960 | Washington, D.C. | Vereinigte Staaten     | 2000       | 65       |
| 1963 | Edinburgh        | Vereinigtes Königreich | 1500       | 63       |
| 1966 | Hamburg          | BR Deutschland         | 2100       | 81       |
| 1969 | Prag             | Tschechoslowakei       | 1800       | 62       |
| 1972 | Mexiko-Stadt     | Mexiko                 | 2000       | 66       |
| 1975 | Kyoto            | Japan                  | 2300       | 55       |
| 1978 | Rio de Janeiro   | Brasilien              | 3500       | 92       |
| 1981 | San Diego        | Vereinigte Staaten     | 2500       | 83       |
| 1985 | Brighton         | Vereinigtes Königreich | 2300       | 92       |
| 1989 | Seoul            | Südkorea               | 3500       | 104      |
| 1993 | Adelaide         | Australien             | 2600       | 91       |
| 1997 | Montreal         | Kanada                 | 3250       | 92       |
| 2001 | Wien             | Österreich             | 3550       | 113      |
| 2005 | Durban           | Südafrika              | 2100       | 92       |
| 2009 | Bangkok          | Thailand               | 4070       | 106      |
| 2013 | Granada          | Spanien                | 3896       |          |
| 2017 | Argentinien      | Argentinien            | 3038       | 97       |
| 2022 | Tokyo            | Japan                  |            |          |

## Nachweise
1. ↑  Leslie J. Harris: Eröffnungsrede, S. 10–11, in F. Verzár (Hrsg.): Gegenwartsprobleme der Ernährungsforschung. Symposium Basel 1.–4. Oktober 1952, Verlag Birkhäuser, Basel/Stuttgart 1953
2. ↑  History. IUNS, abgerufen am 18. April 2020 (englisch).
3. ↑  Strategic Priorities. IUNS, abgerufen am 18. April 2020 (englisch).